# دم‌اسب (سرده)
دُم‌اسب نام گیاهی است از تیره دم‌اسبیان (Equisetaceae).

## کلیات گیاهشناسی
دم اسب گیاهی است که از ۲۷۰ میلیون سال پیش در روی زمین وجود داشته‌است و به‌عنوان گیاه داروئی در اروپا و چین بکار رفته‌است.
دم اسب چون دارای مقدار زیادی سیلیس می‌باشد بنام سیلیس Silica نیز معروف است.
دم اسب دو نوع ساقه هوایی دارد. ساقه‌ای که برنگ قرمز است و دراوائل بهار ظاهر می‌شود و دیگری ساقه نازا که برنگ سبز بوده و بعد از آن رشد می‌کند و مصرف طبی دارد.
دم اسب در کشورهای اروپا، آسیا و ارتفاعات هیمالیا و شمال ایران به‌طور خودرو می‌روید.

## ترکیبات شیمیایی
گیاه دم اسب دارای اسید سال سیلیک، اسید لیوئیک، اسید مالک، اسید اگزالیک، اکویس تونین، اسید اکویس تیک، دی متیل سولفون، اکوتی نیک، یک ماده تلخ، یک ماده رزینی، چربی، ساپونین و همچنین دارای مقدارزیادی (در حدود ۷۰٪) سیلیس می‌باشد آزمایش‌هایی نشان داده‌است که دم اسبی مقدار بسیار کمی طلا نیز دارد.

## خواص داروئی
برا ی رفع گلو درد و ورم گلو جوشانده دم اسبی را غرغره کنید.
کمپرس آن برای برطرف کردن دردهای آرتروز و ورم مفاصل مفید است.
برای درمان التهاب چشم، چشمان خود را با جوشانده دم اسب بشوئید.
ضرب خوردگی قسمت‌های مختلف بدن را با کمپرس دم اسب التیام دهید.
طرز استفاده:
دم کرده: یک قاشق مربا خوری از گیاه خشک را در یک لیوان آب جوش ریخته و برای مدت ۱۰ دقیقه دم کنید.
جوشانده: مقدار ۱۰۰–۸۰ گرم گیاه خشک را در یک لیتر آب جوش ریخته و بگذارید برای مدت نیم ساعت بجوشد. سپس آن را صاف کرده و بمقدار یک فنجان قبل از هر غذا بنوشید.
گرد دم اسب: گیاه خشک شده را در آسیاب برقی بریزید تا به صورت پودر درآید. مقدار مصرف پودر یک گرم قبل از هر غذا است.
زیانها: این گیاه را نباید اطفال خردسال و زنان حامله مصرف کنند. مقدار مصرف زیاد آن نیز ممکن است باعث ناراحتی معده و اختلال در دستگاه هضم و اسهال شود.